# Comuna Urâta, Balta
Urâta (în ucraineană Оленівка, transliterat: Olenivka) este o comună în raionul Balta, regiunea Odesa, Ucraina, formată din satele Moșneanca, Semeno-Karpivka și Urâta (reședința).

## Demografie
Componența lingvistică a comunei Urâta
     Ucraineană (92,89%)
     Rusă (5,87%)
     Alte limbi (1,02%)
Conform recensământului din 2001, majoritatea populației comunei Urâta era vorbitoare de ucraineană (92,89%), existând în minoritate și vorbitori de rusă (5,87%).